# رسم شیدایی
رسم شیدایی، یک مجموعه تلویزیونی ۲۷ قسمتی به تهیه‌کنندگی و کارگردانی اکبر خواجوئی، تولید شبکه دو سیما در سال ۱۳۸۳ است.

## بازیگران
- محمدعلی کشاورز سالار خان
- پری امیرحمزه صبور
- برزو ارجمند فریدون
- مریم امیرجلالی مریم
- کمند امیرسلیمانی شهرزاد
- پرستو صالحی حنانه
- مهوش صبرکن گوهر
- شمسی فضل اللهی مادر فریدون
- امید زندگانی
- مهوش وقاری مادر حنانه
- مجید سعیدی همایون
- آرام جعفری
- محمد ورشوچی
- جواد روستائی
- علی جاویدفر
- فرحناز منافی ظاهر
- محمود زاج فروش
- فریده دریامج
- توران قادری
- هما خاکپاش
- رضا امامی
- آیدا تبیانیان
- میترا تبریزی
- آرزو تبیانیان

## داستان سریال
دو دوست صمیمی به نام‌های صبور (پری امیرحمزه) و مریم (مریم امیرجلالی) برای سرگرمی به خواستگاری‌های قلابی می‌روند...